# The Nanny Diaries
The Nanny Diaries es una comedia estadounidense estrenada en los Estados Unidos el 24 de agosto de 2007 y protagonizada por Scarlett Johansson. La historia se basa en la novela The Nanny Diaries, de Emma McLaughlin y Nicola Kraus, quienes fueron niñeras en la vida real.

## Argumento
Con 21 años de edad, la neoyorquina Annie Braddock (Scarlett Johansson) acaba de graduarse de la Universidad Estatal de Montclair. Annie no tiene idea de qué o quién quiere ser. Un día mientras está sentada en el parque, Annie ve a un niño a punto de ser atropellado por un vehículo. Annie lo salva y por error, la madre del niño, la señora Alexandra X (Laura Linney), cree que Annie es una niñera y le da su tarjeta de contacto para que hable con ella, para contratarla y que cuide a su hijo "Grayer" (Nicholas Art). Annie le cuenta a su madre que se va a trabajar a un banco pero en realidad se muda a casa de los señores X para trabajar de niñera.
La vida con los increíblemente privilegiados X no es lo que ella pensó que sería y su vida se complica aún más cuando se enamora de "el chico guapo de Harvard" (Chris Evans), un chico de buena familia que vive en el edificio. Annie comienza a darse cuenta de que no sólo Grayer es desatendido; también lo es la señora X, al cometer su marido adulterio, desatenderla, menospreciarla y no tratarla como a una esposa. Las cosas empeoran poco a poco, pero Annie aguanta por Grayer, ya que se ha dado cuenta de que el niño sufre una falta de cariño de sus padres. Cuando la despiden, llena de rabia, busca y encuentra la "nanny cam" o cámara espía para niñeras, que habían puesto en un osito de peluche para vigilarla y graba sus sentimientos hacia los X. La señora X lleva la cinta a una reunión de madres con niñeras. Pensando que la cinta mostrará a Annie alimentando a Grayer a base de mantequilla de cacahuete y miel directamente del bote, le pide a la coordinadora reproducirla para que todas la vean. El resto de las madres en la sala escucha cómo Annie revela la verdadera relación entre los X para sonrojo de la señora X, que se marcha humillada de la reunión pero consciente de que Annie ha dicho la verdad de lo que hasta ahora ella no había querido oír: que el señor X no la quiere y que en su frustración, ha desatendido a su hijo, porque en su sociedad de familias ricas es más importante aparentar que ser una familia perfecta.
Pasado el tiempo Annie ha retomado su vida, ha vuelto a su antiguo apartamento, se plantea empezar un doctorado y no ha dejado de ver al "chico guapo de Harvard", cuyo verdadero nombre es Hayden. Un día Hayden le entrega una carta de la señora X diciéndole que literalmente lo acorraló en el rellano para que por favor le entregase la carta. En ella encuentra una disculpa y noticias sobre cómo Alexandra tuvo finalmente el valor de poner fin a su matrimonio con el Sr. X y de cómo ha mejorado su relación con su hijo y cómo Annie finalmente, cambió su vida, motivo por el cual Alexandra termina dándole las gracias.

## Sobre la novela
La novela The Nanny Diaries ironiza acerca de la clase alta de Manhattan, desde el punto de vista de las nanas de los niños. Sus dos autoras estudiaban mientras escribían el libro, en la Escuela Gallatin de Estudios Individualizados (Gallatin School of Individualized Study) de la Universidad de Nueva York. La novela también apareció tiempo después, como audiolibro, con la voz de la actriz Julia Roberts.
En el libro, el mote de Grayer es "Coco" de Barrio Sésamo/Plaza Sésamo. Según la novela, en la fiesta los personajes van disfrazados de Teletubbies.
- Datos: Q1346729